# ساریتا چودری
ساریتا کاترین لوئیز چودری (به انگلیسی: Sarita Catherine Louise Choudhury) (زاده ۱۸ اوت ۱۹۶۶) بازیگر انگلیسی است.
از فیلم‌های معروف او می‌توان به بازی در فیلم برف در بنیدورم، یک جنایت کامل، میسیسیپی ماسالا، عطش مبارزه: زاغ مقلد - بخش ۱، خصلت خانوادگی، شوهر تصادفی، نسل ام...، بعد از یانگ، آموزش رانندگی، هنر عالی، اذان، فقط یک بوسه و کاماسوترا اشاره کرد.